# Dhaulagiri, ascenso a la montaña blanca
Dhaulagiri, ascenso a la montaña blanca es una película documental de Argentina filmada en colores dirigida por Guillermo Glass y Cristián Harbaruk sobre el guion de los mismos con la colaboración de Juan Pablo Young.

## Sinopsis
En mayo de 2008, un grupo de montañistas argentinos realizó una expedición para llegar a la cumbre de la montaña Dhaulagiri. Uno de los montañistas, Darío Bracali, que tenía amplia experiencia en este tipo de ascensiones, se proponía alcanzar el tercer pico de más de 8000 metros en su carrera, pero desapareció en el intento. El documental cuenta la historia del viaje y reconstruye ficcionalmente los momentos previos a la desaparición de Bracali.

## El entorno geográfico
El Dhaulagiri, de 8167 metros de altura, se encuentra en  la cordillera del Himalaya, en la que están las 14 montañas del mundo que superan los ocho mil metros que, conocidas como “ochomiles”, son el máximo desafío del alpinismo. 

## Producción
En la expedición participaban el antropólogo Cristian Vitry, el empresario Sebastián Cura, el documentalista Guillermo Glass y el jefe de la expedición Darío Bracali, que junto a Glass tenían la productora audiovisual de contenidos de alta montaña, Arista Sur. Su propósito era hacer la ascensión al estilo alpino, sin la ayuda de cuerdas, ni de oxígeno e irla registrando para luego hacer un documental. 
El pico a escalar se encuentra en una región donde se producen lo que se denomina ventanas de buen tiempo, que es cuando todas las condiciones climáticas están ideales para salir del campamento y ascender el tramo final para llegar a la cumbre. El 1° de mayo, en una de esas ventanas, Bracali y Vitry, junto con muchas otras personas partieron con ese fin, pero el primero no se sintió bien y retornó al campamento para recuperarse, en tanto los demás continuaron hasta la  la cumbre y retornaron. Cuando a la mañana siguiente van todos a descender, Bracali decidió intentar un nuevo ascenso sin que pudiera ser persuadido, por lo que Vitry se quedó esperándolo en el campamento pero nunca regresó.
Consternado por lo ocurrido, Vitry no reanudó el documental hasta cinco años después, en que comenzó a buscar financiación para terminarlo. Obtuvo ayuda del Incaa, ganó el proyecto en construcción en el Festival Audiovisual Bariloche y rehicieron el contenido proyectado. El nuevo guion incorporó a las imágenes obtenidas en el Himalaya, las vivencias de los tres sobrevivientes acerca de lo sucedido y un nuevo ascenso que hicieron, esta vez al volcán Llullaillaco, el pico más alto de la provincia de Salta.

## Comentarios
Alejandro Lingenti en La Nación opinó:

"No hay efectismo ni golpes bajos en este film singular, honesto y conmovedor con el que los directores rinden homenaje a un amigo y revalorizan la noble ambición de los que se dedican a una disciplina nacida en el siglo XVIII que abreva en la siempre compleja relación entre el hombre y la naturaleza.

El periódico Río Negro escribió sobre el filme:

“Dhaulagiri, ascenso a la montaña blanca’ es un documental que alterna la imponencia de la aventura con la intimidad de la retrospección.

## Premios
La película fue galardonada en la 65.ª edición del Festival de Cine de Trento con el premio Genziana de Oro a la mejor película de alpinismo y con el Premio del Público a la mejor película.